# Duguay-Trouin (frégate)
Pour les autres navires du même nom, voir Duguay-Trouin.
Le Duguay-Trouin (indicatif visuel D611) est une des 3  frégate de type F67 de la Marine nationale spécialisée dans la lutte anti-sous-marine, bien qu'elle soit également dotée d'un armement anti-aérien et contre les navires de surface. Elle est le dixième bâtiment de la Marine française à porter le nom du célèbre corsaire du XVIIe siècle René Duguay-Trouin.

## Construction et lancement
Mise sur cale à l'arsenal de Lorient le 25 février 1971, lancée le 1er juin 1973, la frégate Duguay-Trouin est admise au service actif le 17 septembre 1975. 
Bâtiment de combat polyvalent, il dispose d'un système d'armes anti-sous-marines complété par des moyens de lutte anti-navires et d'autodéfense anti-aérienne. Il est parrainé par la ville de Saint-Malo. Son parrainage est repris par la frégate Surcouf le 20 mai 2000.

## Carrière militaire
Basé à Brest, le Duguay-Trouin est dans un premier temps affecté au sein de l'Escadre de l'Atlantique, puis du Groupe d'action sous-marine, et il navigue essentiellement rn l'Atlantique. Les 2 dernières années de son activité opérationnelle il sera la conserve du porte-hélicoptères Jeanne d'Arc, bâtiment-école d'application des officiers élèves de marine.
Au cours de sa carrière, le Duguay Trouin aura subi 2 incendies. Le premier en 1983 et le second en 1999. Ce dernier lui sera fatal en raison du coût des réparations, mais aussi de la politique de réduction du nombre de bâtiments de la Marine nationale. 
Le bâtiment sera désarmé après 24 années de service, il aura parcouru 650 000 nautiques sous les ordres de 18 commandants.

## Retrait du service actif
Désarmée le 13 juillet 1999, sa coque a servi de digue près de l'École navale à Lanvéoc-Poulmic jusqu'en 2014. En août 2014, le Duguay-Trouin a quitté les lieux pour le port de Brest afin d'être préparé à un démantèlement, il a rejoint le proche cimetière de Landévennec en novembre 2014, dans l'attente de sa destruction.
Le bateau a servi de lieu de tournage pour le téléfilm Peur sur la base (2017) de France Télévision dans lequel il tient le rôle du navire fictif La Constantine.
Il a été remplacé par le Tourville et le De Grasse à Lanvéoc-Poulmic, qui appartiennent à la même classe. En juin 2018, le chantier Galloo de Gand en Belgique remporte le marché pour la déconstruction de six navires dont le Duguay-Trouin. Son remorquage en Belgique est effectué par le remorqueur néerlandais Multratug 3 le 30 juin 2020 avant son démantèlement en juillet.